# Angus Young
Angus McKinnon Young (* 31. března 1955, Glasgow, Skotsko) je australský kytarista skotského původu a zakladatel australské rock 'n' rollové kapely AC/DC. Young je známý svými energickými vystoupeními a nošením školní uniformy. Jeho bratr Malcolm Young byl do roku 2014 také členem AC/DC. Časopis Rolling Stone jej v roce 2003 označil za 96. nejlepšího kytaristu všech dob, v roce 2011 se ve stejném žebříčku umístil na 24. místě.

## Mládí
Na škole se moc neučil, zajímalo ho maximálně umění. Učil se do svých patnácti let, poté ze školy odešel. Z počátku vystřídal několik zaměstnání, ale pak se dal na řemeslo. Zprvu hrál Angus na kytary svého bratra Malcolma. Učil se sám. Poslouchal své oblíbence a vzory (mezi které patřil např. Chuck Berry) a podle nich se učil a hrál.
V jedenácti letech už zvládal skladby Jimmiho Hendrixe a v patnácti si koupil svůj vysněný nástroj Gibson SG. Původně si přál Les Paul, ale někdo si ji koupil dříve a proto vzal model SG. Jeho první vystoupení bylo už v jeho třinácti letech v kavárně, ale za první řádný debut považoval hraní v místním kostele, který bohužel s kamarády vyprázdnili nadměrnou hlasitostí.

### Počátek kariéry
Z počátku hrál Angus na plesech a menších akcích. Později hrál v několika kapelách, ale kvůli běsnění a hluku moc úspěch neměli. O něco lépe na tom byl v kapele Kantuckee, po jejímž rozpadu začal hrát s bratrem Malcolmem. Jednou se skupinou Tantrum (původně Kantuckee) při hraní zakopl o kabel, spadl na zem a neuvěřitelně se zamotal, přesto pořád hrál. Lidé ho odměnili velikým potleskem. V roce 1973, po rozpadu Malcolmovy kapely Velvet Underground, se Malcolm rozhodl založit novou kapelu. Požádal Anguse a ten přijal. Tím začala Angusova zlatá éra.

## Osobní život
Angus žije v Austrálii se svou nizozemskou manželkou Ellen. Vlastní rezidence v Nizozemsku a Spojeném království.
Je silný kuřák a celoživotní abstinent.
Angus je velkým fanouškem fotbalového klubu Rangers FC.